# 温布尔登网球锦标赛女子双打冠军列表
溫布頓網球錦標賽女子雙打冠軍列表列出歷史上自1968年公開賽年代以後，獲得溫布頓網球錦標賽女子雙打項目的冠軍及亞軍選手。

## 冠軍及亞軍
| 年份 | 冠軍                                  | 亞軍                                   | 比分                         |
| ---- | ------------------------------------- | -------------------------------------- | ---------------------------- |
| 2025 | 韦罗妮卡·库德梅托娃 · 愛麗絲·梅丹斯   | 謝淑薇 葉蓮娜·奧斯塔朋科               | 3–6, 6–2, 6–4                |
| 2024 | 卡特日娜·西尼亚科娃 泰勒·湯森         | 加布里埃拉·达布罗斯基 埃琳·罗特利夫    | 7–6(7–5), 7–6(7–1)           |
| 2023 | 謝淑薇 巴博拉·斯特里措娃              | 斯托姆·杭特 愛麗絲·梅滕斯              | 7-5、6-4                     |
| 2022 | 巴博拉·克雷吉茨科娃 凱特琳娜·絲妮柯娃 | 愛麗絲·梅滕斯 张帅                     | 6-2、6-4                     |
| 2021 | 謝淑薇 愛麗絲·梅滕斯                  | 葉連娜·韋斯寧娜 维罗妮卡·库德梅托娃    | 3–6、7–5、9–7                |
| 2020 | 因2019冠状病毒病疫情取消比賽          | 因2019冠状病毒病疫情取消比賽           | 因2019冠状病毒病疫情取消比賽 |
| 2019 | 謝淑薇 巴博拉·斯特里措娃              | 加布里埃拉·达布罗斯基 徐一幡           | 6–2、6–4                     |
| 2018 | 巴博拉·克雷吉茨科娃 凱特琳娜·絲妮柯娃 | 妮可·梅里查尔 克韋塔·佩什克            | 6–4、4–6、6–0                |
| 2017 | 葉卡捷琳娜·馬卡洛娃 葉連娜·韋斯寧娜   | 詹皓晴 莫妮卡·尼古列斯庫               | 6–0、6–0                     |
| 2016 | 塞雷娜·威廉姆斯 维纳斯·威廉姆斯       | 蒂美阿·巴包斯 雅羅斯拉娃·施韋多娃      | 6–3、6–4                     |
| 2015 | 玛蒂娜·辛吉斯 萨尼娅·米尔扎           | 葉卡捷琳娜·馬卡洛娃 葉連娜·韋斯寧娜    | 5–7、7–64、7–5               |
| 2014 | 薩拉·埃拉尼 羅貝塔·文琪               | 蒂美阿·巴包斯 克里斯蒂娜·美拉德諾維奇  | 6–1、6–3                     |
| 2013 | 謝淑薇 彭帅                           | 阿什莉·巴蒂 凱西·德拉夸                | 7–61、6–1                    |
| 2012 | 塞雷娜·威廉姆斯 维纳斯·威廉姆斯       | 安卓莉雅·哈拉瓦科娃 露絲·哈迪卡        | 7–5、6–4                     |
| 2011 | 克韋塔·佩什克 卡塔琳娜·斯雷博特尼克   | 萨比娜·利斯基 萨曼莎·斯托瑟            | 6–3、6–1                     |
| 2010 | 金久慈 雅羅斯拉娃·施韋多娃            | 葉連娜·韋斯寧娜 薇拉·兹沃纳列娃        | 7–66、6–2                    |
| 2009 | 塞雷娜·威廉姆斯 维纳斯·威廉姆斯       | 萨曼莎·斯托瑟 雷内·斯塔布斯            | 7–64、6–4                    |
| 2008 | 塞雷娜·威廉姆斯 维纳斯·威廉姆斯       | 麗莎·雷蒙 萨曼莎·斯托瑟                | 6–2、6–2                     |
| 2007 | 卡拉·布莱克 莉泽尔·许贝尔             | 卡塔琳娜·斯雷博特尼克 杉山愛           | 3–6、6–3、6–2                |
| 2006 | 晏紫 鄭潔                             | 比希尼婭·魯阿諾·帕斯夸爾 保拉·蘇亞雷斯 | 6–3、3–6、6–2                |
| 2005 | 卡拉·布莱克 莉泽尔·许贝尔             | 斯韦特兰娜·库兹涅佐娃 阿梅莉·毛瑞斯莫  | 6–2、6–1                     |
| 2004 | 卡拉·布莱克 雷内·斯塔布斯             | 莉泽尔·许贝尔 杉山愛                   | 6–3、7–65                    |
| 2003 | 金·克萊斯特絲 杉山愛                  | 比希尼婭·魯阿諾·帕斯夸爾 保拉·蘇亞雷斯 | 6–4、6–4                     |
| 2002 | 塞雷娜·威廉姆斯 维纳斯·威廉姆斯       | 比希尼婭·魯阿諾·帕斯夸爾 保拉·蘇亞雷斯 | 6–2、7–5                     |
| 2001 | 麗莎·雷蒙 雷内·斯塔布斯               | 金·克萊斯特絲 杉山愛                   | 6–4、6–3                     |
| 2000 | 塞雷娜·威廉姆斯 维纳斯·威廉姆斯       | 茱莉·哈雷德-德庫吉斯 杉山愛            | 6–3、6–2                     |
| 1999 | 林赛·达文波特 科麗娜·莫拉留           | 瑪莉安·迪·史瓦特 艾蓮娜·塔塔可娃       | 6–4、6–4                     |
| 1998 | 玛蒂娜·辛吉斯 雅娜·诺沃特娜           | 林赛·达文波特 娜塔莎·茲韋列娃          | 6–3、3–6、8–6                |
| 1997 | 吉吉·费尔南德斯 娜塔莎·茲韋列娃       | 妮科尔·阿伦特 曼儂·波列古拉芙          | 7–64、6–4                    |
| 1996 | 玛蒂娜·辛吉斯 海伦娜·苏科娃           | 梅雷迪思·麦格拉思 拉里莎·尼兰          | 5–7、7–5、6–1                |
| 1995 | 雅娜·诺沃特娜 阿蘭查·桑切斯·維卡里奧  | 吉吉·费尔南德斯 娜塔莎·茲韋列娃        | 5–7、7–5、6–4                |
| 1994 | 吉吉·费尔南德斯 娜塔莎·茲韋列娃       | 雅娜·诺沃特娜 阿蘭查·桑切斯·維卡里奧   | 6–4、6–1                     |
| 1993 | 吉吉·费尔南德斯 娜塔莎·茲韋列娃       | 拉里莎·尼兰 雅娜·诺沃特娜              | 6–4、6–74、6–4               |
| 1992 | 吉吉·费尔南德斯 娜塔莎·茲韋列娃       | 拉里莎·尼兰 雅娜·诺沃特娜              | 6–4、6–1                     |
| 1991 | 拉里莎·尼兰 娜塔莎·茲韋列娃           | 吉吉·费尔南德斯 雅娜·诺沃特娜          | 6–4、3–6、6–4                |
| 1990 | 雅娜·诺沃特娜 海伦娜·苏科娃           | 凯茜·乔丹 伊丽莎白·斯迈利              | 6–3、6–4                     |
| 1989 | 雅娜·诺沃特娜 海伦娜·苏科娃           | 拉里莎·尼兰 娜塔莎·茲韋列娃            | 6–1、6–2                     |
| 1988 | 施特菲·格拉芙 加布里埃拉·莎芭提妮     | 拉里莎·尼兰 娜塔莎·茲韋列娃            | 6–3、1–6、12–10              |
| 1987 | 克劳迪娅·科德-基尔施 海伦娜·苏科娃    | 貝西·內格爾森 伊丽莎白·斯迈利          | 7–5、7–5                     |
| 1986 | 玛蒂娜·纳芙拉蒂洛娃 帕姆·施赖弗       | 哈娜·曼德利科娃 温迪·特恩布尔          | 6–1、6–3                     |
| 1985 | 凯茜·乔丹 伊丽莎白·斯迈利             | 玛蒂娜·纳芙拉蒂洛娃 帕姆·施赖弗        | 5–7、6–3、6–4                |
| 1984 | 玛蒂娜·纳芙拉蒂洛娃 帕姆·施赖弗       | 凯茜·乔丹 安妮·史密斯                  | 6–3、6–4                     |
| 1983 | 玛蒂娜·纳芙拉蒂洛娃 帕姆·施赖弗       | 罗斯玛丽·卡萨尔斯 温迪·特恩布尔        | 6–2、6–2                     |
| 1982 | 玛蒂娜·纳芙拉蒂洛娃 帕姆·施赖弗       | 凯茜·乔丹 安妮·史密斯                  | 6–4、6–1                     |
| 1981 | 玛蒂娜·纳芙拉蒂洛娃 帕姆·施赖弗       | 凯茜·乔丹 安妮·史密斯                  | 6–3、7–66                    |
| 1980 | 凯茜·乔丹 安妮·史密斯                 | 罗斯玛丽·卡萨尔斯 温迪·特恩布尔        | 4–6、7–5、6–1                |
| 1979 | 比利·简·金 玛蒂娜·纳芙拉蒂洛娃        | 貝蒂·史托夫 温迪·特恩布尔              | 5–7、6–3、6–2                |
| 1978 | 克丽·梅尔维尔·里德 温迪·特恩布尔      | 米玛·尧绍韦茨 弗吉尼亞·魯西奇          | 4–6、9–810、6–3              |
| 1977 | 海伦·古尔利·考利 乔安妮·拉塞尔        | 玛蒂娜·纳芙拉蒂洛娃 貝蒂·史托夫        | 6–3、6–3                     |
| 1976 | 克里斯·埃弗特 玛蒂娜·纳芙拉蒂洛娃     | 比利·简·金 貝蒂·史托夫                 | 6–1、3–6、7–5                |
| 1975 | 安·清村 泽松和子                      | 弗朗索瓦丝·迪尔 貝蒂·史托夫            | 7–5、1–6、7–5                |
| 1974 | 伊文·古拉贡 佩姬·米歇尔               | 海伦·古尔利·考利 凱倫·克蘭斯克         | 2–6、6–4、6–3                |
| 1973 | 罗斯玛丽·卡萨尔斯 比利·简·金          | 弗朗索瓦丝·迪尔 貝蒂·史托夫            | 6–1、4–6、7–5                |
| 1972 | 比利·简·金 貝蒂·史托夫                | 朱迪·特加特-多尔顿 弗朗索瓦丝·迪尔     | 6–2、4–6、6–3                |
| 1971 | 罗斯玛丽·卡萨尔斯 比利·简·金          | 玛格丽特·考特 伊文·古拉贡              | 6–3、6–2                     |
| 1970 | 罗斯玛丽·卡萨尔斯 比利·简·金          | 弗朗索瓦丝·迪尔 弗吉尼娅·韦德          | 6–2、6–3                     |
| 1969 | 玛格丽特·考特 朱迪·特加特-多尔顿      | 派蒂·侯根 佩姬·米歇尔                  | 9–7、6–2                     |
| 1968 | 罗斯玛丽·卡萨尔斯 比利·简·金          | 弗朗索瓦丝·迪尔 安·海頓·瓊斯           | 3–6、6–4、7–5                |

### 溫布頓網球錦標賽其他賽事冠軍
- 溫布頓網球錦標賽女子單打冠軍列表
- 溫布頓網球錦標賽男子單打冠軍列表
- 溫布頓網球錦標賽男子雙打冠軍列表
- 溫布頓網球錦標賽混合雙打冠軍列表

### 其他大滿貫賽事女子雙打冠軍
- 澳洲網球公開賽女子雙打冠軍列表
- 法國網球公開賽女子雙打冠軍列表
- 美國網球公開賽女子雙打冠軍列表

## 外部連結
- 溫布頓網球錦標賽官方網站 （页面存档备份，存于）
- GRAND SLAM HISTORY Reference book （页面存档备份，存于）